# قصص حقيقية
قصص حقيقية أو روايات حقيقية أو تاريخ حقيقي (بالإغريقية: Ἀληθῆ διηγήματα)‏ هي باروديا (محاكاة ساخرة) لحكايات سفر من تأليف الكاتب الآشوري الناطق باللغة اليونانية لوقيان السميساطي. يعتبر هذا المؤلف أقدم كتاب يحكي عن السفر نحو الفضاء الخارجي والحياة خارج الأرض والحروب بين الكواكب. كثيرا ما يشار إلى هذه الرواية المؤلفة في القرن الميلادي الثاني على أنها «أقدم نص معروف ينتمي إلى النوع الأدبي المسمى الخيال العلمي». أراد لوقيان من هذه الرواية أن تكون عملا ساخرا في مواجهة المصادر القديمة والمعاصرة له التي كانت تعتبر الأحداث الخيالية والأسطورية حقيقة.
رواية لوقيان قصص حقيقية لا تندج ضمن تصنيف أدبي واضح. طابعها المتعدد الأوجه سمح ببروز تأويلات عديدة ومتنوعة من قبيل الخيال العلمي والفنتازيا والهجاء والمحاكاة الساخرة حسب الأهمية التي أعطاها النقاد لنية لوقيان الواضحة بأن يحكي قصة مليئة بالأكاذيب.

## قراءات إضافية
- Fredericks, S.C.: “Lucian's True History as SF”, Science Fiction Studies, Vol. 3, No. 1 (March 1976), pp. 49–60
- Georgiadou, Aristoula & Larmour, David H.J.: “Lucian's Science Fiction Novel True Histories. Interpretation and Commentary“, Mnemosyne Supplement 179, Leiden 1998, ISBN 90-04-10667-7
- Grewell, Greg: “Colonizing the Universe: Science Fictions Then, Now, and in the (Imagined) Future”, Rocky Mountain Review of Language and Literature, Vol. 55, No. 2 (2001), pp. 25–47
- Gunn, James E.: “The New Encyclopedia of Science Fiction”, Publisher: Viking 1988, ISBN 978-0-670-81041-3, p. 249
- Swanson, Roy Arthur: “The True, the False, and the Truly False: Lucian’s Philosophical Science Fiction”, Science Fiction Studies, Vol. 3, No. 3 (Nov. 1976), pp. 227–239

## وصلات خارجية
- قصص حقيقية على موقع الموسوعة البريطانية (الإنجليزية)

- ويكي مصدر باليونانية تحتوي على النص الأصلي المتعلق بهاته المقالة: Ἀληθῆ διηγήματα
- التاريخ الحقيقي في موقع sacred-texts.com
- أعمال لوقيان السميساطي في موقع sacred-texts.com
- Loeb Classical Library, vol. 3/8 of Lucian's works مع النص اليوناني الأصلي في موقع ancientlibrary.com
- A.M. Harmon: Introduction to Lucian of Samosata في موقع tertullian.org
- Lucian of Samosata Project –مقالات وخط زمني ومكتبة وثيمات
- الكتاب في مشروع غوتنبرغ
- الكتاب المسموع في موقع Librivox